# アウグスト・クビツェク
アウグスト・クビツェク（ドイツ語：August Kubizek、1888年8月3日 - 1956年10月23日）は、オーストリアの指揮者。 アドルフ・ヒトラーの青年時代の親友。ヒトラーの青年期を良く知る人物として、その回想録は非常に重要である。

## 生涯
リンツで生まれる。1904年の万聖節(11月1日)前後の時期にリンツの歌劇場でヒトラーと知り合って以来、親友になる。それから1908年7月にウィーンで別れるまでの約3年間、ヒトラーと友人であり続けた。
クビツェク自身はオーストリア=ハンガリー帝国、マリボルの指揮者になるが、第一次世界大戦の影響で失職し、戦後は役場で公務員として勤める。1933年にヒトラーが首相になった時には祝福の手紙を送り、またヒトラーもすぐに返事を送っている。1938年にドイツ総統となっていたヒトラーと再会した。1943年に、ヒトラーからの命を受けたマルティン・ボルマンによって地区戸籍局長に任命されている。
クビツェクは、砕けた話の苦手なヒトラーが、ドイツ語で親しい間柄で使われる「Du」という二人称で呼ぶ数少ない友人であった。出世後、クビツェクとの再会を熱望する手紙でも「Dir und Deiner Mutter alles Gute wünschend bin ich in Erinnerung an unsere alte Freundschaft（懐かしい友情を思い出しながら、君と君のお母さんの幸福を願っています）」と綴っている。クビツェクは戦後連合国軍に逮捕され、16か月にわたって取り調べを受けた。この時「なぜあなたは再会した時、彼を殺そうとしなかったのか」と聞かれた所、彼は「友人だからです」と答えたという。
第二次世界大戦後、青年期ヒトラーを描いた回想録を出版した。この回想録は記述ミスなどに批判があるが、この時期のヒトラーを詳細に記した数少ない資料として貴重である。1956年にオーバーエスターライヒ州エファーディングで死去した。

## 日本語訳文献
- アウグスト・クビツェク 著、船戸満之、宗宮好和、桜井より子、宍戸節太郎 訳『アドルフ・ヒトラー 我が青春の友』MK出版社、2004年。ISBN 978-4990208202。
  - （上記の別訳版） アウグスト・クビツェク 著、橘正樹 訳『アドルフ・ヒトラーの青春―親友クビツェクの回想と証言』三交社、2005年。ISBN 978-4879191595。
- ゲルト・ユーバーシェア , ヴァンフリート・フォーゲル 著 著、守屋純 訳『総統からの贈り物 ヒトラーに買収されたナチス・エリート達』錦正社、2010年（平成22年） エラー: 日付が正しく記入されていません。。ISBN 978-4764603332。